# Maltas riksvapen
Maltas riksvapen infördes 1988 som riksvapen för Malta.
Vapenskölden är en heraldisk avbildning av nationalflaggan. Överst ses en gyllene murkrona som symbol för landets försvar. Symboler för fred i form av oliv- och palmkvistar ramar in skölden. Dessa är förenade längst ner av en banderoll med inskriptionen "Republiken Malta". I korset finns Sankt Göran och draken avbildade.